# Veedon Fleece
| 전문가 평가                   | 전문가 평가 |
| 평가 점수                     | 평가 점수   |
| 출처                          | 점수        |
| ----------------------------- | ----------- |
| AllMusic                      | [ 2 ]       |
| Christgau's Record Guide      | B+          |
| Q                             | [ 4 ]       |
| Record Collector              | [ 5 ]       |
| Rolling Stone                 | [ 6 ]       |
| The Rolling Stone Album Guide | [ 7 ]       |

《Veedon Fleece》는 1974년 10월 5일에 발매된 북아일랜드의 싱어송라이터 밴 모리슨의 여덟 번째 스튜디오 음반이다. 모리슨은 아내 자넷 릭스비와 이혼한 직후에 이 음반을 녹음했다. 결혼 생활이 파탄난 모리슨은 새로운 영감을 얻기 위해 아일랜드로 휴가를 떠나 1973년 10월 20일에 도착했다(당시 약혼녀 캐롤 귀다와 함께). 그곳에서 그는 3주도 채 되지 않아 음반에 포함된 곡들을 썼다(〈Bulbs〉, 〈Country Fair〉, 〈Come Here My Love〉 제외).
같은 "의식의 흐름" 가사를 가진 《Astral Weeks》 (1968년)와 비교되었지만 음악적으로는 더 켈트적이고 어쿠스틱하며 모리슨의 아일랜드 여행에 큰 영향을 받았다. 녹음 후 빠르게 부인하는 듯했던 이 음반은 진정한 언더그라운드 음반으로 불리며 모리슨의 "잊혀진 명곡"으로 일컬어졌다.

## 배경
1973년 여름 몇 달 동안 모리슨은 그의 11인조 밴드인 칼레도니아 소울 오케스트라와 함께 3개월간의 투어를 시작했다. 비록 결과로 나온 콘서트와 라이브 음반인 《It's Too Late to Stop Now》는 모리슨에게 최고의 공연으로 알려졌지만, 이 투어는 육체적으로나 감정적으로 지쳤다. 모리슨은 이후 휴가를 보내기로 결정했고, 표면적으로는 RTÉ 전국 TV 쇼를 녹화하기 위해 6년 간의 공백 끝에 아일랜드로 돌아왔다. 올해 초 이혼 절차를 거친 모리슨은 이제 새 약혼자 캐롤 귀다와 함께 있었다. 휴가 방문은 거의 3주 동안 지속되었는데, 그 기간 동안 그는 섬의 남부 지역만 여행했고 지방이 분쟁에 휩싸였기 때문에 그의 고향인 북아일랜드에는 모험을 하지 않았다.

## 커버 아트
커버 아트에는 모리슨이 두 마리의 아이리시 울프하운드 사이의 풀밭에 앉아 있는 모습이 담겨 있다. 사진작가 톰 콜린스는 모리슨과 개들이 휴가를 위해 아일랜드에 도착했을 때 처음 머물렀던 더블린만이 내려다보이는 개조된 저택인 서튼 캐슬 호텔에 인접한 원본 사진을 찍었다.

## 곡 목록
모든 곡들은 밴 모리슨에 의해 작사/작곡하였다.
| #  | 제목                                                        | 재생 시간 |
| -- | ----------------------------------------------------------- | --------- |
| 1. | 〈Fair Play〉                                               | 6:14      |
| 2. | 〈Linden Arden Stole the Highlights〉                       | 2:37      |
| 3. | 〈Who Was That Masked Man〉                                 | 2:55      |
| 4. | 〈Streets of Arklow〉                                       | 4:22      |
| 5. | 〈You Don't Pull No Punches, but You Don't Push the River〉 | 8:51      |

| #  | 제목                  | 재생 시간 |
| -- | --------------------- | --------- |
| 1. | 〈Bulbs〉             | 4:18      |
| 2. | 〈Cul de Sac〉        | 5:51      |
| 3. | 〈Comfort You〉       | 4:25      |
| 4. | 〈Come Here My Love〉 | 2:21      |
| 5. | 〈Country Fair〉      | 5:42      |